# Reñeta Gorri (manzana)
Reñeta Gorri es el nombre de una variedad cultivar de manzano (Malus domestica). Esta manzana está cultivada en diversos viveros entre ellos algunos dedicados a conservación de árboles frutales en peligro de desaparición. La manzana 'Reñeta Gorri' es originaria de Vizcaya (zona de Marquina-Jeméin), donde tuvo su mejor época de cultivo comercial en la década de 1960, y actualmente en menor medida aún se encuentra para la elaboración de sidra.

## Sinónimos
- "Manzana Reñeta Gorri",[6][7][8]
- "Reñeta Gorri Sagarra",
- "Reneta Gorri Sagarra".

## Historia
'Reñeta Gorri' es una variedad de manzana cultivada en Vizcaya está considerada incluida en las variedades locales autóctonas muy antiguas, cuyo cultivo se centraba en comarcas muy definidas. Se caracterizaban por su buena adaptación a sus ecosistemas y podrían tener interés genético en virtud de su adaptación. Estas se podían clasificar en dos subgrupos: de mesa y de sidra (aunque algunas tenían aptitud mixta). Es originaria de zona de Marquina-Jeméin donde está cultivada y es muy reconocida.
'Reñeta Gorri' es una variedad mixta, clasificada como de mesa, también se utiliza en la elaboración de sidra; difundido su cultivo en el pasado por los viveros comerciales y cuyo cultivo en la actualidad se ha reducido a huertos familiares y en la elaboración de sidra.

## Características
El manzano de la variedad 'Reñeta Gorri' tiene un vigor medio; florece a inicios de mayo; tubo del cáliz en forma de embudo corto, y con los estambres situados en su mitad.
La variedad de manzana 'Reñeta Gorri' tiene un fruto de tamaño medio a grande; forma redondeada, con los lados uniformes, lo que le confiere un contorno de cierta regularidad; piel gruesa, dura y bastante brillante; con color de fondo amarillo al madurar, siendo el color del sobre color rojo intenso y amarillo, con algunas zonas pardas, importancia del sobre color alto, siendo su reparto en chapa / punteado, con chapa lavado de rojo en la zona de insolación, y una sensibilidad al "russeting" (pardeamiento áspero superficial que presentan algunas variedades) medio; pedúnculo de tamaño corto y grueso, anchura de la cavidad peduncular es media, profundidad de la cavidad pedúncular es poco profunda con la pared con un "russeting" que sobresale de la cavidad en forma de mancha, y con una  importancia del "russeting" en cavidad peduncular alta; anchura de la cavidad calicina poco ancha, profundidad de la cav. calicina leve, con un ligero fruncimiento en la pared, y de la importancia del "russeting" en cavidad calicina media; ojo pequeño y cerrado; sépalos triangulares  en la base.
Carne de color blanco. Textura dura y de poco zumo y mucho aroma; sabor característico de la variedad, agridulce, bueno en la elaboración de sidra; corazón de tamaño medio, desplazado. Eje abierto. Celdas arriñonadas, cartilaginosas de color verde claro. Semillas aristadas, puntiagudas, de tamaño medio, color marrón claro uniforme.
La manzana 'Reñeta Gorri' tiene una época de maduración y recolección media en el otoño, se recolecta desde mediados de septiembre hasta mediados de octubre, madura durante el invierno aguanta varios meses más. Tiene uso mixto pues se usa como manzana de cocina, y también como manzana para elaboración de sidra.